# Çò de Ròsa
Çò de Ròsa és una casa de Gessa al municipi de Naut Aran (Vall d'Aran) declarada Bé Cultural d'Interès Nacional.

## Descripció
Casal d'epoca renaixentista (1598), situat a tocar de la plaça de l'Església. És un edifici de planta quadrada, de planta baixa i dos pisos. Conserva una notable torre circular, d'ús defensiu, en un angle. Els marcs de les obertures són de pedra picada, i a la llinda de la porta hi ha la inscripció següent: 1589 IHs Andreu Pont, i un escut.